# Chloropales fingens
Chloropales fingens là một loài ruồi trong họ Tachinidae.